# J. Jesús González Ortega
J. Jesús González Ortega är en ort i Mexiko.   Den ligger i kommunen Valparaíso och delstaten Zacatecas, i den centrala delen av landet, 600 km nordväst om huvudstaden Mexico City. J. Jesús González Ortega ligger 1 998 meter över havet och antalet invånare är 1 100.
Terrängen runt J. Jesús González Ortega är kuperad norrut, men söderut är den platt. Runt J. Jesús González Ortega är det mycket glesbefolkat, med 5 invånare per kvadratkilometer. Närmaste större samhälle är Valparaíso, 15,5 km sydväst om J. Jesús González Ortega. Omgivningarna runt J. Jesús González Ortega är i huvudsak ett öppet busklandskap.